# DJ-Kicks: Chromeo
DJ-Kicks: Chromeo – remix album zawierający didżejski mix kanadyjskiego duetu Chromeo, wydany we wrześniu 2009 roku w Niemczech nakładem wytwórni !K7 Records jako CD. 28 września wydana również wersja winylowa (2LP), a w 2012 roku – digital download (18 plików MP3), wyłącznie jako część 27!K7 Boxset.
28 września 2009 roku wytwórnia !K7 Records udostępniła za pośrednictwem serwisu Bandcamp wersję skróconą albumu, DJ-KiCKS Re(Mix): Chromeo (jako streaming i digital download). Ta sama wersja (oprócz „Chromeo DJ-KiCKS mix”) jest dostępna, między innymi, w serwisach streamingowych Amazon.com i Spotify.

## Album

### Historia i muzyka
W 1995 roku na fali światowej popularności undergroundowej muzyki elektronicznej i jej kompilacji wytwórnia !K7 Records zainicjowała serię miksów didżejskich DJ-KiCKS. Pierwszym albumem z tej serii był miks techno autorstwa CJ Bollanda, po którym ukazały się produkcje takich wykonawców jak Carl Craig, Kruder & Dorfmeister oraz Stereo MC’s. Chcąc wrócić do swoich korzeni, !K7 pozyskała do swojego projektu P-Thugga i Dave’a 1 z Chromeo. Na kompilacji duetu, 30. Z kolei w serii DJ-Kicks, znalazły się syntezatorowej wersje przebojów spod znaku funk i pop z lat 80., w tym takie klasyki jak: „Murphy's Law” Cheri, „Seduction” Val Young, „Easy To Love” Leo Sayera z końca lat 70., przeróbka „I Can't Tell You Why” zespołu The Eagles czy otwierający album „Ikeya-Seki”, mistrza italo disco, Kano. Towarzyszą im utwory współczesne: „Sequencer” Lifelike’a, „Maybe Tonight” Lovelocka i „Solar Antapex” francuskiego zespołu Chateau Marmont, kilka utworów artystów pochodzących z Quebecu: Pierre’a Perpalla, France Joli, Diane Tell i zespołu Soupir. Album zamyka soft rockowy „Pipeline” zespołu The Alan Parsons Project.

### Lista utworów

#### CD
Lista i informacje według Discogs:
| Nr  | Tytuł utworu                      | Oryginalny wykonawca     | Długość |
| --- | --------------------------------- | ------------------------ | ------- |
| 1.  | „Ikeya-Seki”                      | Kano                     | 4:33    |
| 2.  | „J'Aime Danser Avec Toi”          | Pierre Perpall           | 1:46    |
| 3.  | „Moving Up”                       | Toba                     | 3:03    |
| 4.  | „Gonna Get Over You”              | France Joli              | 3:43    |
| 5.  | „Serious”                         | Donna Allen              | 3:07    |
| 6.  | „Maybe Tonight”                   | Lovelock                 | 3:40    |
| 7.  | „Solar Antapex”                   | Chateau Marmont          | 2:50    |
| 8.  | „Seduction”                       | Val Young                | 3:41    |
| 9.  | „Larmes De Métal”                 | Soupir                   | 1:25    |
| 10. | „Sequencer”                       | Lifelike                 | 4:00    |
| 11. | „Time To Move”                    | Carmen                   | 3:32    |
| 12. | „Don't You Wanna Make Love”       | Shotgun                  | 1:51    |
| 13. | „Murphy's Law”                    | Cheri                    | 3:29    |
| 14. | „Easy To Love”                    | Leo Sayer                | 3:25    |
| 15. | „Luckier”                         | Shazam                   | 2:10    |
| 16. | „I Can't Tell You Why (DJ Kicks)” | Chromeo                  | 3:25    |
| 17. | „Tes Yeux”                        | Diane Tell               | 3:27    |
| 18. | „Pipeline”                        | The Alan Parsons Project | 3:50    |
|     |                                   |                          | 56:57   |

#### LP
Lista i informacje według Discogs:
| A1. | Kano – Ikeya-Seki                       |  |
|     |                                         |  |
| A2. | France Joli – Gonna Get Over You        |  |
|     |                                         |  |
| A3. | Carmen – Time To Move                   |  |
|     |                                         |  |
| B1. | Pierre Perpall – J'Aime Danser Avec Toi |  |
|     |                                         |  |
| B2. | Donna Allen – Serious                   |  |
|     |                                         |  |
| B3. | Val Young – Seduction                   |  |
|     |                                         |  |
| C1. | Lovelock – Maybe Tonight                |  |
|     |                                         |  |
| C2. | Chateau Marmont – Solar Antapex         |  |
|     |                                         |  |
| C3. | Cheri – Murphy's Law                    |  |
|     |                                         |  |
| D1. | Shotgun – Don't You Wanna Make Love     |  |
|     |                                         |  |
| D2. | Leo Sayer – Easy To Love                |  |
|     |                                         |  |
| D3. | Diane Tell – Tes Yeux                   |  |
|     |                                         |  |
| D4. | The Alan Parsons Project – Pipeline     |  |
|     |                                         |  |

#### DJ-KiCKS Re(Mix)
Lista i informacje według Bandcamp:
| 1.  | Kano – Ikeya-Seki                         | 05:38   |
|     |                                           |         |
| 2.  | Pierre Perpall – J'aime Danser Avec Toi   | 05:03   |
|     |                                           |         |
| 3.  | Toba – Moving Up                          | 07:17   |
|     |                                           |         |
| 4.  | Lovelock – Maybe Tonight                  | 06:29   |
|     |                                           |         |
| 5.  | Chateau Marmont – Solar Antapex           | 03:58   |
|     |                                           |         |
| 6.  | Soupir – Larmes de Métal                  | 03:34   |
|     |                                           |         |
| 7.  | Lifelike – Sequencer                      | 06:56   |
|     |                                           |         |
| 8.  | Carmen – Time To Move                     | 03:44   |
|     |                                           |         |
| 9.  | Shazam – Luckier                          | 03:12   |
|     |                                           |         |
| 10. | Chromeo – I Can't Tell You Why (DJ-KiCKS) | 03:35   |
|     |                                           |         |
| 11. | Diane Tell – Tes Yeux                     | 03:31   |
|     |                                           |         |
| 12. | Chromeo – Chromeo DJ-KiCKS mix            | 34:29   |
|     |                                           |         |
|     |                                           | 1:27:26 |
|     |                                           |         |

## Odbiór

### Opinie krytyków
| Recenzje   | Recenzje |
| Publikacja | Ocena    |
| ---------- | -------- |
| AllMusic   | [ 10 ]   |
| laut.de    | [ 11 ]   |
| Pitchfork  | 6.5/10   |

Zdaniem Jasona Lymangrovera z AllMusic DJ-Kicks Chromeo „to niejasna partia materiału wyciągnięta głównie ze skrzynek ze sklepów z używanymi rzeczami”, ale też „jest to całkiem niezły repertuar”.
Według Martina Tenscherta z laut.de „miłość Chromeo do perełek muzyki tanecznej ostatnich dekad, którym oddaje hołd w swoich produkcjach, jest oczywiście w centrum tego [DJ-Kicks] dzieła”. Autor zauważa, iż gatunek funk, nieodłącznie związany z Chromeo, jest reprezentowany w „najbardziej tanecznej formie w utworach takich jak „Moving Up” Toby czy „Gonna Get Over You” France Joli”. Za „bardzo fajne” uważa też utwory francuskojęzycznych artystów, Pierre’a Perpalla czy Diane Tell, zaś cały album określa jako „wartość dodaną i zrównoważony wkład Chromeo w serię DJ Kicks !K7”.
Zdaniem Let No Man Jacka z Resident Advisor Dave 1 i P-Thugg „eksplorując peryferie elektronicznego popu z lat 80. zmieniają najbardziej niejasne i nudne wspomnienia w materiał wybiegającej w przyszłość nostalgii”, dzięki czemu ich DJ-Kicks  jest „naprawdę wyjątkową propozycją” i „kolejnym dowodem, że chłopaki z Chromeo wiedzą coś więcej o swoim popie z lat 80.”.
Alistair Lawrence z BBC ocenia, iż Chromeo „uniknęli pułapki związanej z próbą pokazania każdej niszy i kaprysu swojej kolekcji płyt i upchnięcia tego wszystkiego nierównomiernie i pretensjonalnie na jednej płycie CD. Zamiast tego wolą grać normalnie, co oznacza, że poświęcając eklektyzm, uciszają również swoich krytyków, przynajmniej na razie”.
„Najlepszym dowodem amatorskiego uroku chłopców jest niestety sposób, w jaki dobierali swoje typy: powiedzmy, że Chromeo nie zdobędzie żadnych nagród dla profesjonalnych DJ-ów” – ocenia redakcja magazynu Pitchfork.